# Мохча (сельское поселение)
Мохча — административно-территориальная единица (административная территория село с подчинённой ему территорией) и муниципальное образование (сельское поселение с полным официальным наименованием муниципальное образование сельского поселения «Мохча») в составе муниципального района Ижемского в Республике Коми Российской Федерации.
Административный центр — село Мохча.

## История
Статус и границы административной территории установлены Законом Республики Коми от 6 марта 2006 года № 13-РЗ «Об административно-территориальном устройстве Республики Коми».
Статус и границы сельского поселения установлены Законом Республики Коми от 5 марта 2005 года № 11-РЗ «О территориальной организации местного самоуправления в Республике Коми»

## Население
| 2010  | 2011  | 2012  | 2013  | 2014  | 2015  | 2016  |
| ----- | ----- | ----- | ----- | ----- | ----- | ----- |
| 1985  | ↘1971 | ↘1948 | ↘1916 | ↘1899 | ↘1885 | ↘1846 |
| 2017  | 2018  | 2019  | 2020  | 2021  |       |       |
| ↘1832 | ↘1801 | ↘1772 | ↘1754 | ↘1700 |       |       |

## Состав
Состав административной территории и сельского поселения:
| № | Населённый пункт | Тип населённого пункта       | Население |
| - | ---------------- | ---------------------------- | --------- |
| 1 | Гам              | деревня                      | ↘514      |
| 2 | Косъёль          | деревня                      | 27        |
| 3 | Мохча            | село, административный центр | 1046      |
| 4 | Мошъюга          | деревня                      | 342       |
| 5 | Щель             | деревня                      | 56        |